# アイン・ガザルの像
アイン・ガザルの像（アイン・ガザルのぞう、'Ain Ghazal Statues）は、ヨルダンのアイン・ガザル遺跡で発見された、漆喰とアシでつくられた像のことであり、先土器新石器時代B期と呼ばれる時代のものである。1983年と1985年の発掘調査で、あわせて15の全身像と15の胸像が、200年ほど時代の離れた2つの地下蔵から発見された。
時代が紀元前7000年半ばから8000年半ばまで遡るため、人間の姿を実際に近い大きさで表現した最初期の例であるとともに、先土器新石器時代B期以降でも傑出した先史美術の作品の一つと考えられている。
集落ごとの祖先を表現したものと考えられているが、その目的についてはわかっていない。
アイン・ガザルの像はほとんどがアンマンのヨルダン新国立博物館におさめられている。ほかにはパリのルーブル博物館に１体が収蔵されており、ルーヴル・アブダビにも一体（の双頭の像）が展示中である。

## 解説

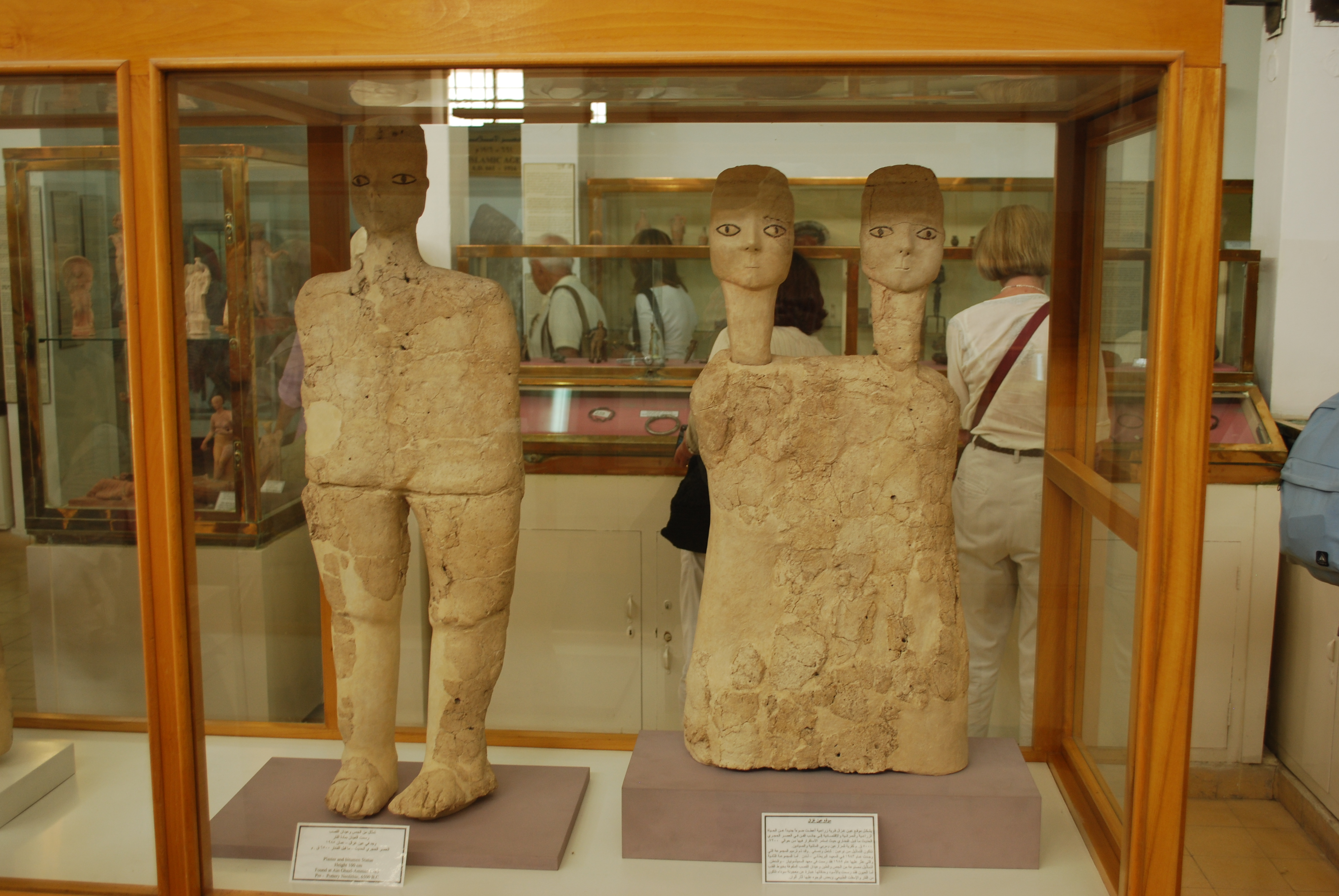
アンマン城塞で展示中の彫像

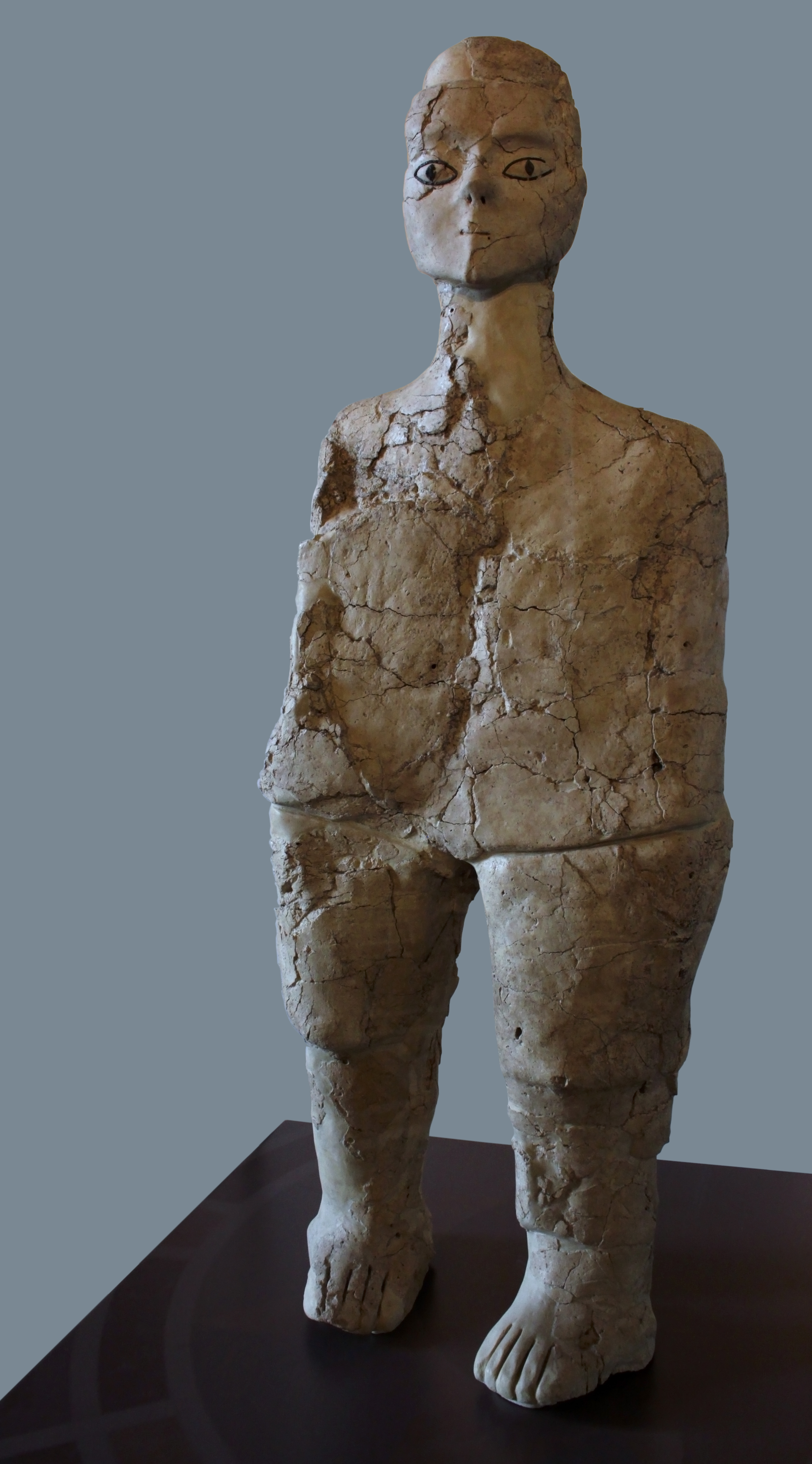
ルーブル博物館（パリ）

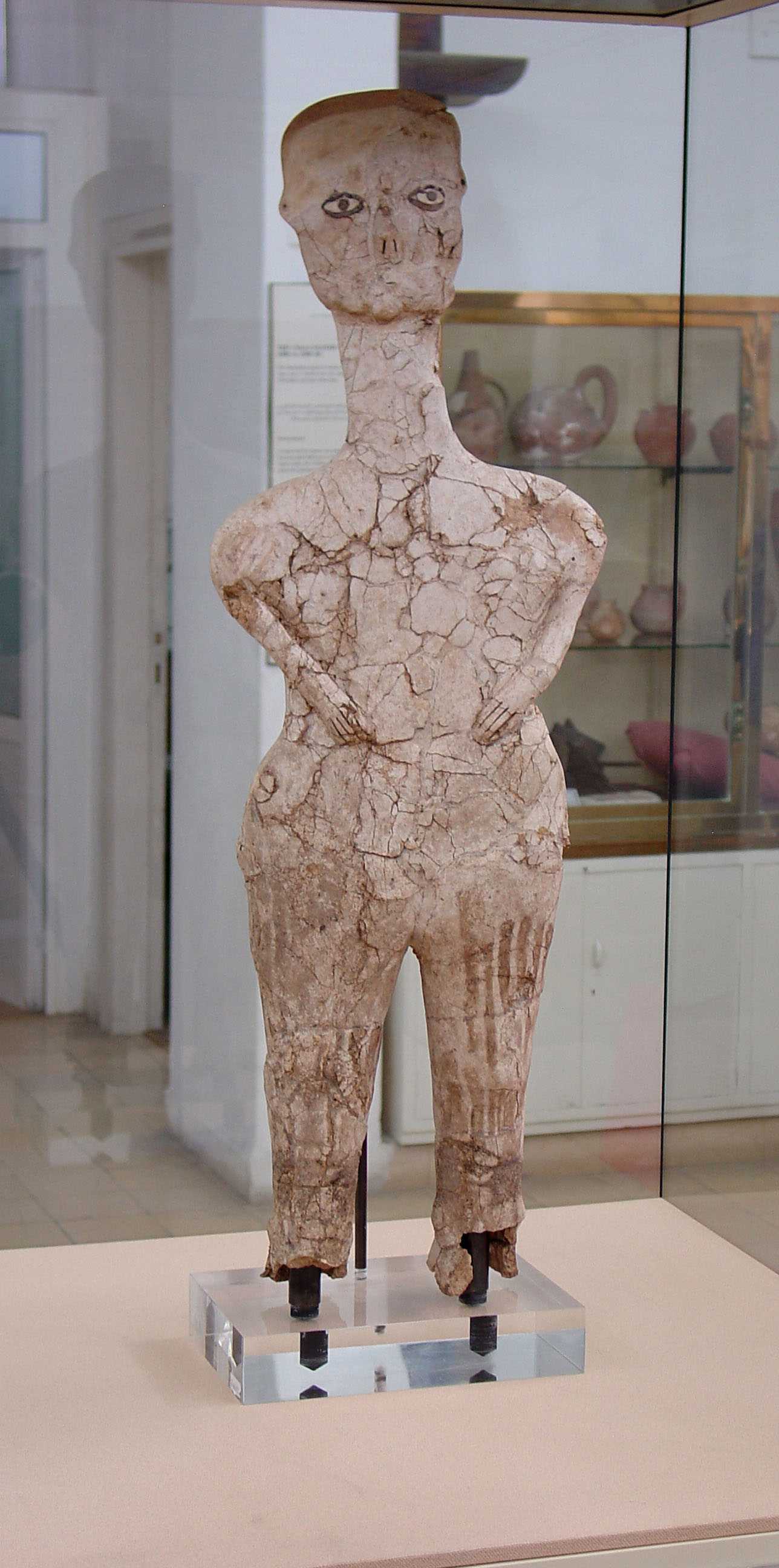
ヨルダン考古学博物館収蔵（アンマン）

アイン・ガザルの像には全身像と半身像があり、後者には二つの頭をそなえたものもある。頭部の表現にはたいへんな手間がかかっており、大きく見開いた眼にビチューメンで虹彩の線が引かれている。像には男性、女性、子供それぞれの表現がみられ、女性は乳房を思わせる造作とわずかに大きな腹部からそれと認識することができる。男女の性的な特徴は強調されているわけではなく、生殖器をもつ像もないことから、それぞれ顔のつくりが細かく異なるだけといってもよい。
アイン・ガザルの像は、ザルカ川の岸辺に生育するアシの束に、石灰石からできた水気を帯びた石膏をかたどってつくられている。石灰石は600℃から900℃で熱すると消石灰となる。これを水と混ぜ合わた漆喰の塊から、像がかたどられている。乾かして固められ、水にも強くなっている。像の頭部、トルソー（胴部）、脚は、それぞれにアシが束ねられ、漆喰で覆われている。虹彩はビチューメンで輪郭線が引かれ、頭には一種のウィッグ（かつら）がかぶせられている。
どの像も比較的大きいが、まったく人間と同じ大きさではなく、最も背の高い像でも1mに満たない程度である。横からみるとアンバランスに思えるほど平板で、厚さにしておよそ10cmほどしかない。単独で立たせることが可能なつくりではなく、おそらくは周りを囲われたような場所の床に打ちつけ、正面からのみ鑑賞することを目的としたものだったのだろう。製作過程を考えれば耐久性は高いものではない。まったくの手付かずの状態で埋められていることから、そもそもこの像は製作後展示されたことはなく、すぐに意図的に埋納されたという可能性も考えられる。

## 発見と保存
アイン・ガザル遺跡はアンマンとザルカの町を結ぶ高速道路を建設していた開発業者が1974年に発見したものである。遺跡の発掘は1982年に開始され、この地には紀元前7250年から5000年ごろまでは人が住んでいたことがわかった。紀元前7000年の前半には最盛期を迎え、居住エリアは10-15ヘクタールに広がり、3000ほどの人間が暮らしていた。
はじめて像が発見されたのは1983年である。ブルドーザーが地面を切り拓いてできた断面を調査する考古学者は、地表から2.5メートルの巨大なくぼみのへりで、漆喰でできた彫像たちに出会ったのである。1984-85年にゲイリー・ロールフソンが中心となって調査が行われ、続く1993-1996年にロールフソンとゼイダン・カファリが指揮をとり再び調査が行われた。
最終的に15の像と15の半身像が二つの地下蔵から発見された。それぞれはおよそ200年あまりも別の時代の穴だと考えられた。放棄された家屋の床に掘られた穴からみつかった像は、非常に保存状態がよかった。それ以外にもエリコとナハル・ヘマルで一部が見つかったが、断片的な状態のものしか遺っていなかった。
地下の穴はそれ自体が丁寧に掘られていただけでなく、おさめられていたのが船の積み荷として耐えるためポリウレタン・フォームの吹き付けられた木の箱だった。像は漆喰でできているため、ただ埋められてしまえば損耗は激しかったたはずだった。最初の調査で発見された像はイギリスの王立考古学研究所に送られ、数年後の二度目の調査でみつかったものは修復作業のためニューヨークのスミソニアン協会に送られた。作業を終えた像はヨルダンに返却され、ヨルダン新国立博物館で展示が行われた。また一部は2013年に大英博物館に貸し出されたほか、イギリスで修復が続けられたものもあった。